# Godefroid Mana Kangudie
 (mai 2022).
 (avril 2022).
Si vous disposez d'ouvrages ou d'articles de référence ou si vous connaissez des sites web de qualité traitant du thème abordé ici, merci de compléter l'article en donnant les références utiles à sa vérifiabilité et en les liant à la section « Notes et références ».
 (avril 2022).
La mise en forme du texte ne suit pas les recommandations de Wikipédia : il faut le « wikifier ».
Les points d'amélioration suivants sont les cas les plus fréquents :
- Les titres sont pré-formatés par le logiciel. Ils ne sont ni en capitales, ni en gras.
- Le texte ne doit pas être écrit en capitales (les noms de famille non plus), ni en gras, ni en italique, ni en « petit »…
- Le gras n'est utilisé que pour surligner le titre de l'article dans l'introduction, une seule fois.
- L'italique est rarement utilisé : mots en langue étrangère, titres d'œuvres, noms de bateaux, etc.
- Les citations ne sont pas en italique mais en corps de texte normal. Elles sont entourées par des guillemets français : « et ».
- Les listes à puces sont à éviter, des paragraphes rédigés étant largement préférés. Les tableaux sont à réserver à la présentation de données structurées (résultats, etc.).
- Les appels de note de bas de page (petits chiffres en exposant, introduits par l'outil «  Source ») sont à placer entre la fin de phrase et le point final[comme ça].
- Les liens internes (vers d'autres articles de Wikipédia) sont à choisir avec parcimonie. Créez des liens vers des articles approfondissant le sujet. Les termes génériques sans rapport avec le sujet sont à éviter, ainsi que les répétitions de liens vers un même terme.
- Les liens externes sont à placer uniquement dans une section « Liens externes », à la fin de l'article. Ces liens sont à choisir avec parcimonie suivant les règles définies. Si un lien sert de source à l'article, son insertion dans le texte est à faire par les notes de bas de page.
- La présentation des références doit suivre les conventions bibliographiques. Il est recommandé d'utiliser les modèles {{Ouvrage}}, {{Chapitre}}, {{Article}}, {{Lien web}} et/ou {{Bibliographie}}. Le mode d'édition visuel peut mettre en forme automatiquement les références.
- Insérer une infobox (cadre d'informations à droite) n'est pas obligatoire pour parachever la mise en page.

Pour une aide détaillée, merci de consulter Aide:Wikification.
Si vous pensez que ces points ont été résolus, vous pouvez retirer ce bandeau et améliorer la mise en forme d'un autre article.
Godefroid Kangudie Tshibembe (connu sous le nom KÄ Mana) est un écrivain, professeur, philosophe et théologien congolais.Né le 3 novembre 1953 au Congo-Kinshasa et mort le 15 juillet 2021 à Goma,. Considéré[Par qui ?] comme l'un des plus célèbres philosophes et théologiens, professeur Kä Mana fut un cerveau formidable de production scientifique tant par la quantité que par la qualité.
Pseudonyme de Godefroid Mana Kangudie, formé du diminutif de son nom "Kä"et de son prénom "Mana". Docteur en philosophie (Université libre de Bruxelles), docteur en théologie (Université de Strasbourg). Pasteur de l'Église réformée africaine (ERAF) et prédicateur de l'Église harriste (en 2005).

## Biographie
Il a été le Président de Pole Institute (institut interculturel dans la région des Grands Lacs). Kä Mana a médité les apports et les échecs des courants de pensée qui ont précédé ses propres pratiques discursives de la reconstruction. Il a construit sa pensée à partir des deux piliers que sont les cultures africaines et l’idée de la libération.
Il a de même envisagé un discours sur Dieu, ayant un impact sur la vie sociopolitique de l’Africain qui se laisse informer et éclairer par la raison. Lui, profondément africain, ne manquait pas de stigmatiser « l’image de Dieu dans les religions africaines […] susceptible de dériver vers un imaginaire des conflits et une métaphysique des guerres ».
Bien que pasteur luthérien, il ne manquait pas de souligner les dangers des religions d’origine étrangère dans la vie des Africains. Ainsi mettait-il en garde contre  « les dérives guerrières du christianisme et de l’islam ».
La théologie de la reconstruction, chez Kä Mana, s’adresse à l’homme dans son intégralité. Outre l’analyse des crises, il se préoccupait des lieux d’où l’on parle. Son projet théologique était aussi épistémique. Il estimait que beaucoup d’intellectuels africains étaient restés prisonniers d’une pensée occidentale qu’ils dénonçaient et qui continuait à leur servir de grille de lecture de la vie africaine. C'est ici qu'il parlait des principes d'abrutissement collectif.
Pour lui, les crises sociales en Afrique coexistent avec la crise existentielle de l’intellectuel africain et les limites propres à ses instruments de travail. C’est dans ce sens qu’il parlait du psychisme déstructuré de l’intellectuel africain. Il était en quête des outils qui analysent « nos propres défaites, nos échecs patents en matière de développement, de libération et de construction d’une société de prospérité, de dignité et de bonheur ». À ses yeux, « Le Christ nouveau qu’il s’agit d’inventer ne peut pas être un Christ structuré par notre passé de défaite ou par nos valeurs désintégrées, mais vraiment le Christ inventé comme celui qui doit venir, c’est-à-dire un souffle de lucidité, de courage et de créativité pour sortir du système religieux établi et pour répondre aux défis cruciaux du champ non religieux où le Messie serait une force publique, profane, d’action et de transformation. »
La redécouverte des sources pharaoniques permet, chez lui, de réhabiliter le psychisme et l’humanité de l’Africain, et d’envisager un avenir du continent autonome de la « bibliothèque coloniale » (Mudimbe). Se défendant de toute imitation de la Renaissance du XVIe siècle européen, le philosophe et théologien congolais déconstruit et recrée à travers son œuvre un imaginaire africain porteur d’un projet social.

### Kä Mana et la théologie de la reconstruction
Auteur prolifique, Kä Mana a notamment théorisé la théologie de la reconstruction d’une Afrique en crise. Pour l’auteur congolais, la crise que traverse le continent est liée à un imaginaire malade. En clair, l’homme africain moderne serait écartelé entre d’anciennes consciences de soi déchirées et dévalorisées à la fois et des mythes importés qui « fascinent et stérilisent ». Ces mythes sont l’Occident, l’identité africaine, l’indépendance, le pluralisme politique et la démocratie. Pour l’auteur congolais, il s’agira de les transformer en « problèmes qui nous font réfléchir, les convertir en énergies qui nous font agir, changer les énergies en nouvelle raison de vivre et de mourir, en nouveaux motifs d’espérer et de croire fondamentalement » (1).Proposant une stratégie de « désaliénation mentale » qui prend en compte les questions d’identité culturelle, mais également les problèmes spécifiques à l’Afrique et les construit en réalité féconde. Ce qui revient à « rester imaginairement sensible à la dimension de la créativité inhérente à la tâche d’être homme ».
À ses yeux, « Le Christ nouveau qu’il s’agit d’inventer ne peut pas être un Christ structuré par notre passé de défaite ou par nos valeurs désintégrées, mais vraiment le Christ inventé comme celui qui doit venir, c’est-à-dire un souffle de lucidité, de courage et de créativité pour sortir du système religieux établi et pour répondre aux défis cruciaux du champ non religieux où le Messie serait une force publique, profane, d’action et de transformation. »

### Analyste politique
Le pasteur luthérien était également un analyste politique reconnu qui n’hésitait pas à se prononcer sur de grands sujets d’actualité. Le 30 juin 2021, pour les 61 ans d’indépendance de la RD-Congo, il s’était exprimé sur cet anniversaire. « 61 ans après l’Indépendance de la RDC, il y a des avancées sur le plan économique mais avec de nombreux défis », estimait-il, ajoutant qu’« il faut que les Congolais comprennent que leur responsabilité, c’est de construire une économie qui soit celle de la prospérité, du bonheur partagé avec tous les autres pays ».
« Mais tant que nous n’aurons pas cette conscience, analysait-il, nous ne comprendrons pas ce à quoi sert notre indépendance pour l’Afrique et pour tous les pays africains actuellement. »